# Saint-Martin-Bellevue
Saint-Martin-Bellevue este o comună în departamentul Haute-Savoie din sud-estul Franței. În 2009 avea o populație de 2.376 de locuitori.

## Evoluția populației
| An        | 1975 | 1982  | 1990  | 1999  | 2006  | 2009  |
| --------- | ---- | ----- | ----- | ----- | ----- | ----- |
| Populație | 747  | 1.007 | 1.412 | 1.739 | 2.212 | 2.376 |